# Gephyromantis ventrimaculatus
Gephyromantis ventrimaculatus är en groddjursart som först beskrevs av Angel 1935.  Gephyromantis ventrimaculatus ingår i släktet Gephyromantis och familjen Mantellidae. IUCN kategoriserar arten globalt som livskraftig. Inga underarter finns listade i Catalogue of Life.